# Janice Deaner
Janice Deaner (* 1966 in Port Huron, Michigan) ist eine amerikanische Schriftstellerin.

## Leben
Nach der Schulzeit studierte sie in Buffalo, Washington, D.C. und New York, wo sie auch heute lebt. Besonders großen Erfolg hatte sie mit ihrem Roman „Als der Blues begann“, in dem sie aus der Sicht eines 10-jährigen Mädchens von deren Situation im Elternhaus erzählt. Vorrangiges Thema sind nicht aufgearbeitete Traumatisierungen, die zur Zerstörung der Familie führen, sowie Parentifizierung der Kinder. Dabei erweist sie sich gleichermaßen als Sprachkünstlerin und Beobachterin mit psychologischem Tiefblick.